# ねがう夜
「ねがう夜」（ねがうよる）は、aikoの楽曲。2022年4月13日に配信リリースされた後、同年4月27日に42枚目のシングルとしてポニーキャニオンからCD盤がリリースされた。

## 解説
前作「食べた愛/あたしたち」から約7ヶ月ぶりのリリース。
CDシングルは初回限定仕様盤と通常盤の2種類がリリースされた。初回限定仕様盤はカラートレイ仕様で、2021年に収録された無観客ライブ映像『Love Like Pop vol.22 〜本当の初日 無観客ライブ〜』を収録したBlu-ray Discが付属する。

## 収録曲
| 全作詞・作曲: AIKO。 |                             |           |            |                  |      |
| #                    | タイトル                    | 作詞      | 作曲・編曲 | 編曲             | 時間 |
| 1.                   | 「ねがう夜」                | AIKO      | AIKO       | Tomi Yo          | 4:01 |
| 2.                   | 「友達になりたい」          | AIKO      | AIKO       | Tomi Yo          | 5:01 |
| 3.                   | 「ゆあそん」                | AIKO      | AIKO       | Masanori Shimada | 3:53 |
| 4.                   | 「ねがう夜 (instrumental)」 | AIKO      | AIKO       |                  | 3:56 |
| 合計時間:            | 合計時間:                   | 合計時間: | 16:52      |                  |      |

| #         | タイトル                 | 作詞   | 作曲・編曲 |
| --------- | ------------------------ | ------ | ---------- |
| 1.        | 「片想い」               |        |            |
| 2.        | 「メロンソーダ」         |        |            |
| 3.        | 「ぬけがら」             |        |            |
| 4.        | 「ボーイフレンド」       |        |            |
| 5.        | 「シャワーとコンセント」 |        |            |
| 6.        | 「ライン」               |        |            |
| 7.        | 「4月の雨」              |        |            |
| 8.        | 「ばいばーーい」         |        |            |
| 9.        | 「Last」                 |        |            |
| 10.       | 「しらふの夢」           |        |            |
| 11.       | 「ドライヤー」           |        |            |
| 12.       | 「信号」                 |        |            |
| 13.       | 「青空」                 |        |            |
| 14.       | 「予告」                 |        |            |
| 15.       | 「磁石」                 |        |            |
| 16.       | 「相合傘」               |        |            |
| 17.       | 「58cm」                 |        |            |
| 18.       | 「あたしの向こう」       |        |            |
| 19.       | 「ハニーメモリー」       |        |            |
| 20.       | 「エナジー」             |        |            |
| 21.       | 「いつもいる」           |        |            |
| 合計時間: | 合計時間:                | 119:00 |            |

### 曲解説
ねがう夜
aikoが2022年初めから精力的に曲作りを行う中で作り出された十数曲の楽曲のうちのひとつ。
aikoはインタビューで「生きているといろいろと変わっていくことはあるけど、曲を聴いてもらったときに“やっぱりaikoだなー”って思って欲しかったんですよね。同時に、今までにない新しさをもって届いて欲しいなとも思いました」と話している。